# (8542) 1993 VB2
A (8542) 1993 VB2 a Naprendszer kisbolygóövében található aszteroida. Ueda Szeidzsi és Kaneda Hirosi fedezte fel 1993. november 11-én.